# Veiligheid, gezondheid en milieu Checklist Aannemers
De Veiligheid, gezondheid en milieu Checklist Aannemers (VCA) is een certificeerbare controlelijst voor aannemers waarmee zij aan kunnen tonen dat zij veiligheid, gezondheid en milieu beheersen tijdens het uitvoeren van werkzaamheden op de werkvloer. Tevens bevat deze norm aanvullende eisen om het veiligheidsbewustzijn tijdens het werk te verhogen.
De VCA eist van alle operationele medewerkers het diploma Basisveiligheid (opleiding VCA-basis) en voor de operationeel leidinggevenden een vervolg opleiding (Veiligheid voor Operationeel Leidinggevenden, VOL-VCA). Het bijbehorende certificaat is tien jaar geldig en geeft aan dat de medewerker in ieder geval op de hoogte is van de geldende veiligheidseisen. Door middel van regelmatig gehouden bijeenkomsten dient de communicatie tussen leidinggevenden en medewerkers te worden bevorderd (door bv.  toolboxmeetings, werkinstructies of anderszins).
De norm wordt in Nederland beheerd door het SSVV, in België door BeSaCC. De laatste versie dateert uit 2017. De nieuwste toetsnormen en examens zijn per 1 september 2017 actueel geworden.

## Ontstaan
Deze norm is in eerste instantie ontstaan uit een behoefte van de Offshore industrie in Nederland en daarna van (petro)chemische industrie om het aantal ongevallen terug te dringen en de externe veiligheid te vergroten, maar wordt tegenwoordig ook in andere sectoren gebruikt, onder meer in de civiele bouw, hoveniers en installateurs.
VCA is niet bij wet verplicht. Het kan wel door opdrachtgevers worden geëist dat opdrachtnemers VCA-gecertificeerd zijn. Uitzendbureaus kunnen zich via de VCU certificeren, ontwerpers via de VCO.
In tegenstelling tot wat velen denken, is de VCA geen middel om aan te tonen dat aan de Arbowet wordt voldaan. Het is slechts een instrument om beter aan de eisen van de opdrachtgever te voldoen. Schattingen lopen uiteen dat 40 tot 75% van de VCA-gecertificeerde bedrijven voldoen aan de Nederlandse Arbowet. De oorspronkelijke VCA was gebaseerd op het ISRS systeem.        Dit was de voorloper van de ISO systemen, vandaar dat er elementen in de VCA zitten die lijken op 'verplichtingen' van de ISO.

## Niveaus
De VCA-checklist kan op drie manieren gecertificeerd worden. Het onderscheid is één ster, twee sterren of de letter 'p'. Het twee-sterrencertificaat is met name bedoeld voor hoofdaannemers en bedrijven met meer dan 35 man operationeel personeel. Het één-stercertificaat is geschikt voor bedrijven die niet aan deze criteria voldoen. Het p-certificaat is met name bedoeld voor bedrijven die werkzaam zijn in de petrochemie. Deze versie kent meer verplichte vragen. Men kan altijd opgaan voor een van de andere manieren van certificering.